# Coves de les Illes Balears

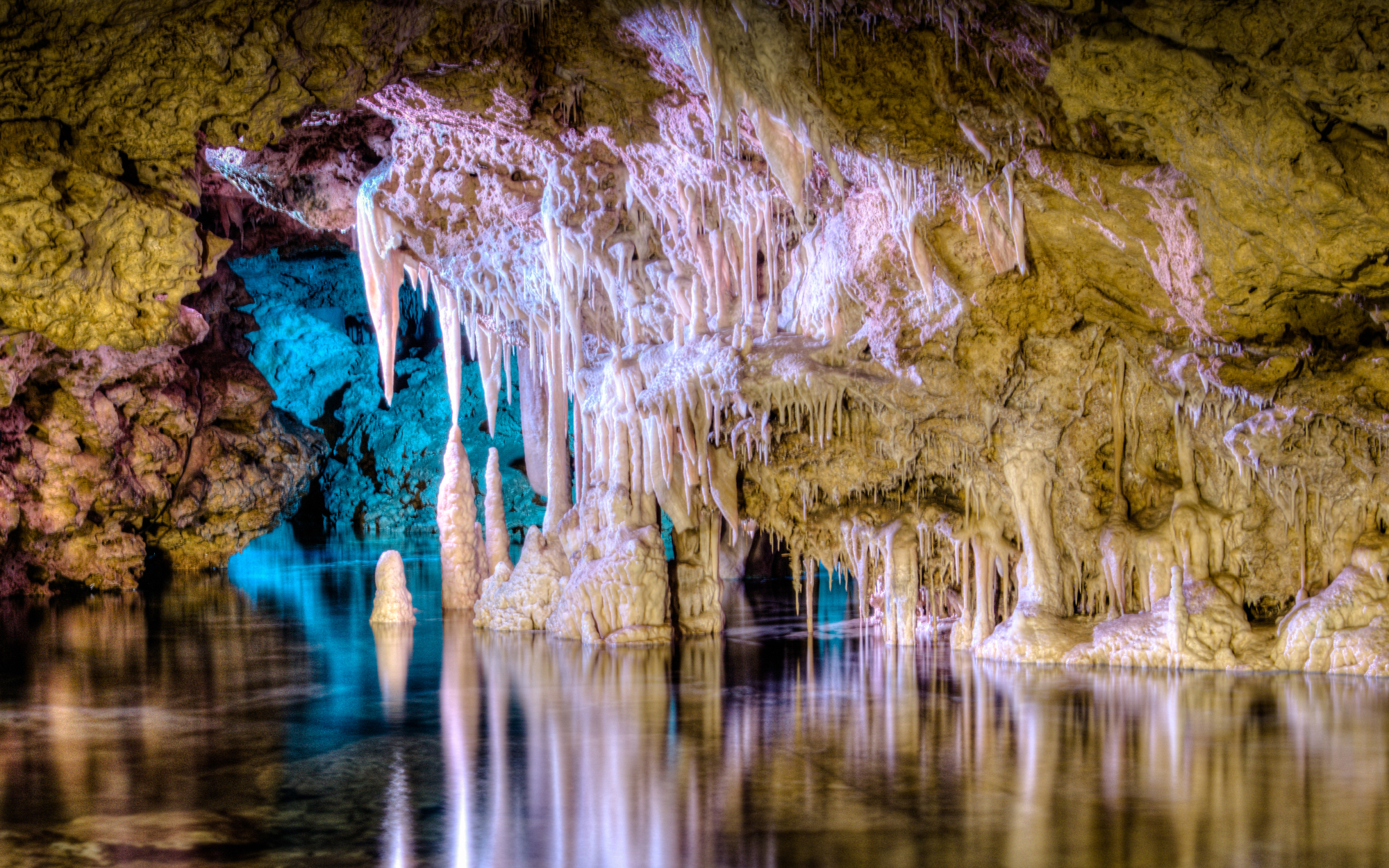
Coves dels Hams

Les coves de les Illes Balears són cavitats naturals generalment formades sobre roca calcària a l'arxipèlag balear, que al llarg de la història han servit d'empara a persones i animals. A la prehistòria van servir tant per a grups humans sedentaris com nòmades, i des de l'edat mitjana han estat refugi de fugitius i eremites.

## Cabrera
- Sa cova Blava.[1]

## Dragonera
- Cova de sa Font, habitada a l'època talaiòtica.[2]

## Eivissa

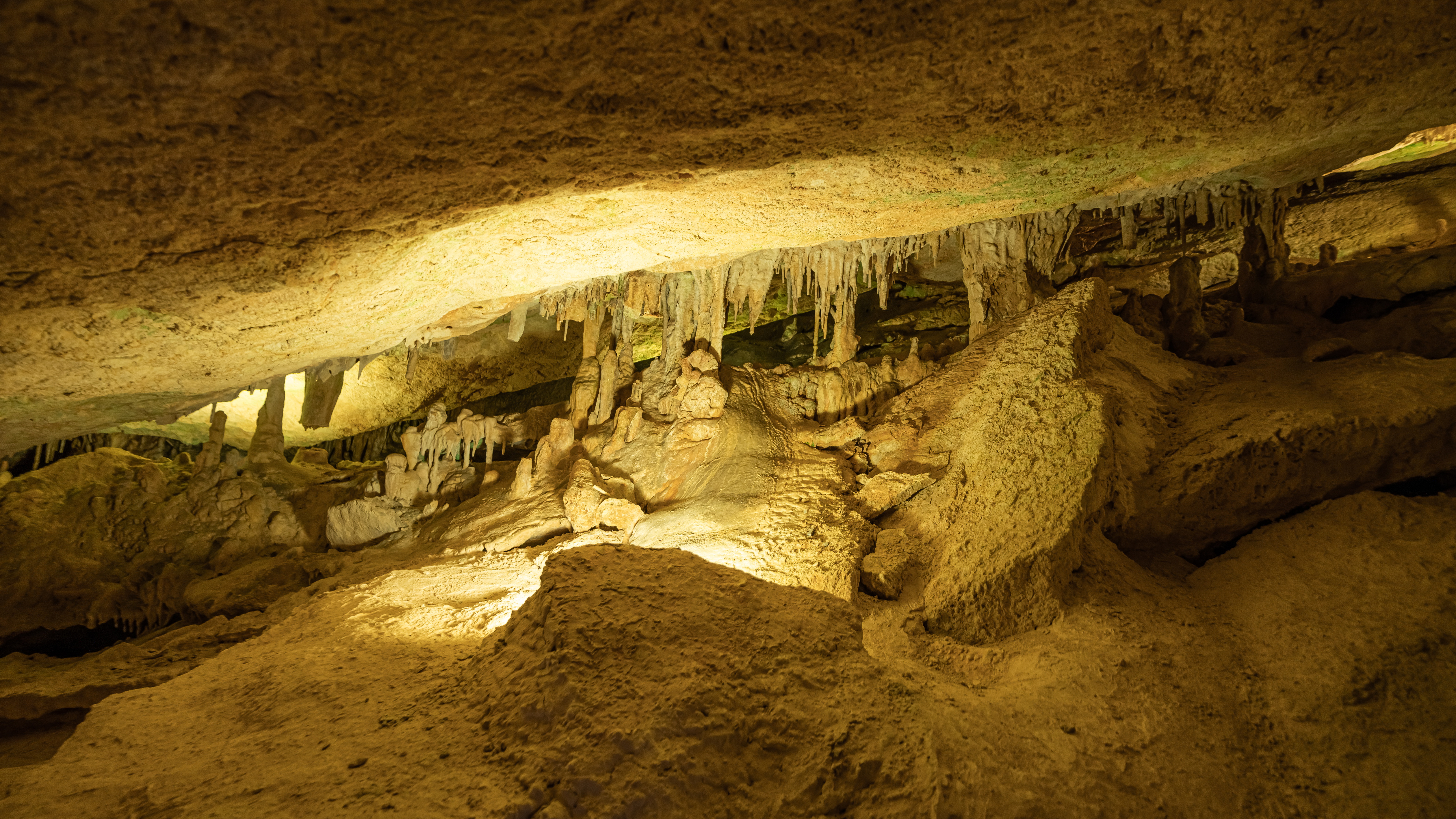
Coves de Can Marçà. Port de Sant Miquel, Eivissa

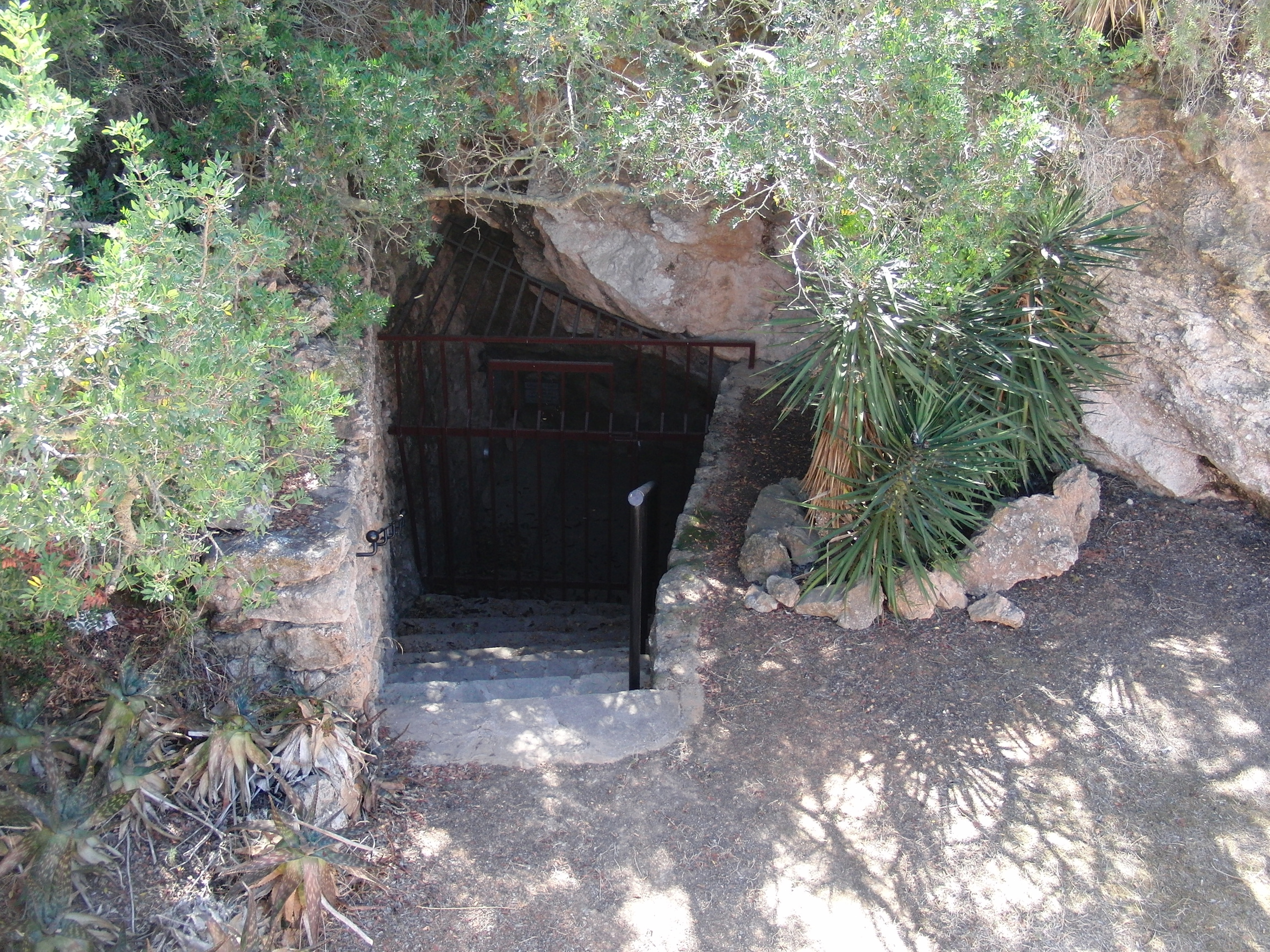
Entrada de la Cova de Santa Agnès

### Sant Antoni de Portmany
- Les Coves Blanques.[3]
- La Cova d'en Jaume Orat, situada al cap d'Albarca (Sant Mateu d'Albarca). També és anomenada cova d'en Jaume Morat.[4]
- Cova de Santa Agnès[5] està situada en les proximitats de sa Talaia de Sant Antoni.[6]
- La Cova de Ses Fontanelles[7] està situada a la vora del mar i en l'interior d'un abric natural sobre Cap Nunó, al municipi de Sant Antoni. Conserva restes de pintures rupestres.
- Cova de Ses Llagostes.[8] Cavitat situada a la costa del cap Blanc,[9] entre el caló des Moro[10] i cala Gració.[11]

### Santa Eulària des Riu
- La Cova Blanca és situada al nord de cala Blanca.[12]
- La Cova de Ca na Reia, situada en Jesús i a 120 metres d'altitud. No aplega als 30 metres de longitud, però té interès espeleològic i científic.[13]
- La Cova de Ca sa Jaia des Pou (o cova des Pardals), a Sant Carles de Peralta.[14]
- La Cova de s'Avenc. Cavitat amb entrada en forma de pou de 10 metres de desnivell comunicada amb una sala subhoritzontal.[15]
- La Cova des Ramells, ubicada al puig de s'Argentera (Sant Carles de Peralta).[16]
- La Cova Xives. Cavitat de 12 x 20 metres i amb una altura màxima de 8 metres, situada a 1'8 quilòmetres del poble de Jesús.[17]

#### Tagomago
- Cova des Cagallons, situada al sud-oest de l'illa.[18]

### Sant Joan de Labritja
- El Forat des Boc, a la badia des Portitxol,[19] Sant Miquel de Balansat.[20]
- La Cova del Bon Nin (o Cova d'en Bon Nin), situada prop de can Miquel des Puig, Sant Miquel de Balansat. Té 35 metres de desenvolupament.[21]
- La Cova de Can Marçà,[22] va ser utilitzada com amagatall en l'època del contraban. La podem trobar ubicada entre 10 i 40 metres d'altitud sobre el nivell del mar a l'interior d'un penya-segat del Port de Sant Miquel de Balansat, al terme de Sant Joan de Labritja. Aquesta cova és visitable per la gent i ens permet observar les antigues formes geològiques, les cascades i cursos d'aigua recuperats artificialment. A més, es pot contemplar des dels diferents miradors del camí d'accés una espectacular panoràmica del Port de Sant Miquel, l'illa Murada i el seu Pas i la Torre des Molar.
- La Cova de s'Aigua. Al seu interior hi ha un naixement d'aigua.[23]
- La Cova Es Cuieram[24] va ser una cova santuari a l'època cartaginesa i bona part de la romana. Erigida en els segles IV-III aC a la deessa Tanit i situada a 200 m sobre el nivell del mar, dominant la badia de Sant Vicent de Sa Cala. Està situada prop de la cala Maians, dins la parròquia de Sant Vicenç de la Cala al municipi de Sant Joan de Labritja. El paisatge interior i de gran riquesa botànica amb boscos espessos. Fou explorada per primera vegada el 1907 per Joan Roman i Calvet i pel seu fill Carles Roman i Ferrer. Hi foren trobades una gran quantitat de figuretes de terra cuita, que són conservades als museus d'arqueologia d'Eivissa, Barcelona, Madrid i Sitges.
- La Cova Roja. És situada a la badia de Portinatx.[25]

### Sant Josep de sa Talaia
- La Cova d'en Baló, caverna situada a la punta des Niu de s'Àguila, a la costa.[26]
- La cova de sa Llenya, situada a la costa de la vénda de Dellà Torrent, és una cavitat estreta d'entre 25 a 30 metres de fondària al poble de Sant Agustí des Vedrà.[27]
- La Cova Santa, és una cova d'estalactites mil·lenàries de gran bellesa, que dona nom a tota la zona, situada a la carretera d'Eivissa a Sant Josep.

#### Es Vedrà
- La Cova Baixa, situada a 150 metres d'altitud.[28]
- La Cova de s'Aigua (o cova des Rastre), situada a 200 metres d'altitud, al vessant sud de l'illa.[23]

## Mallorca

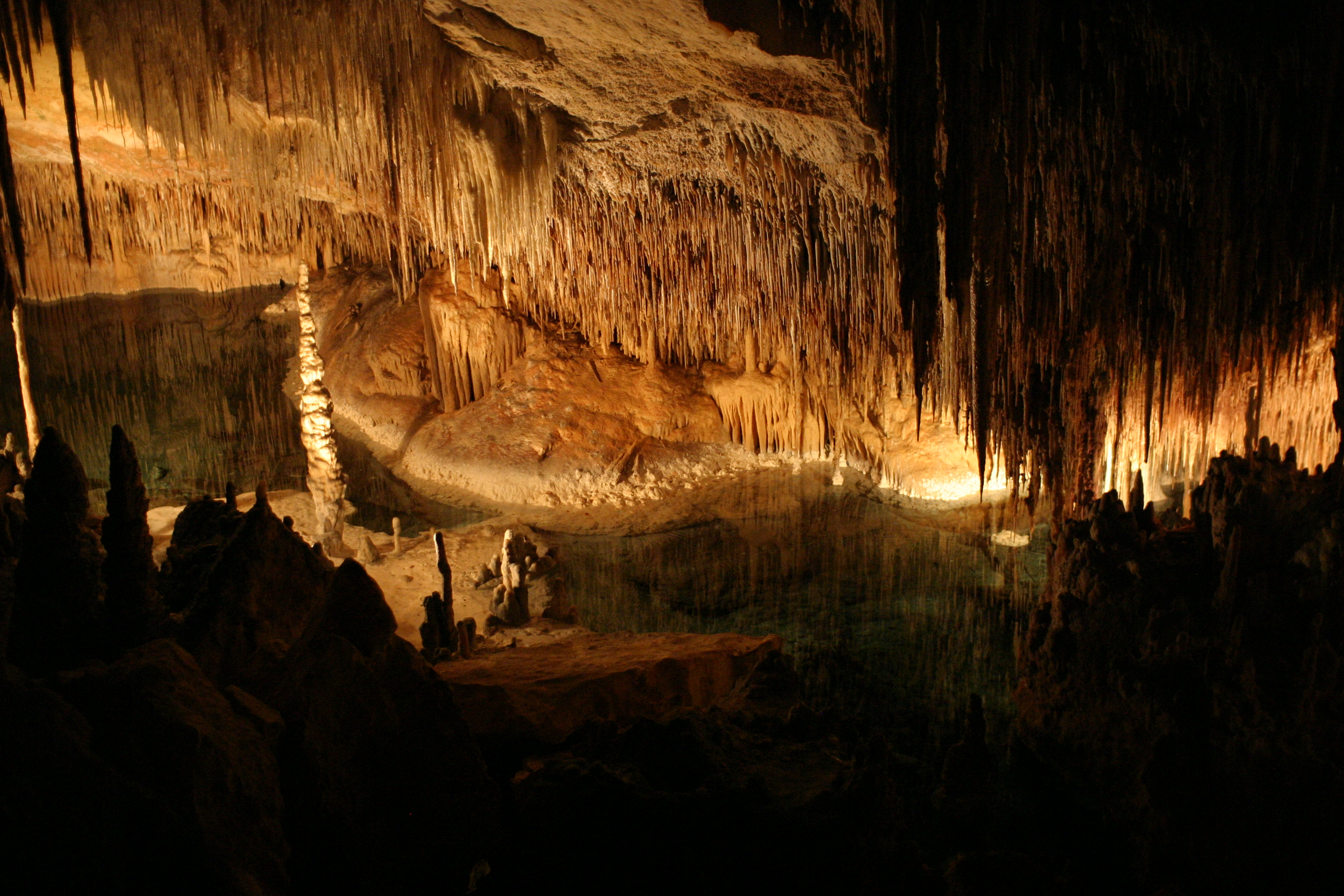
Coves del Drac (Portocristo)

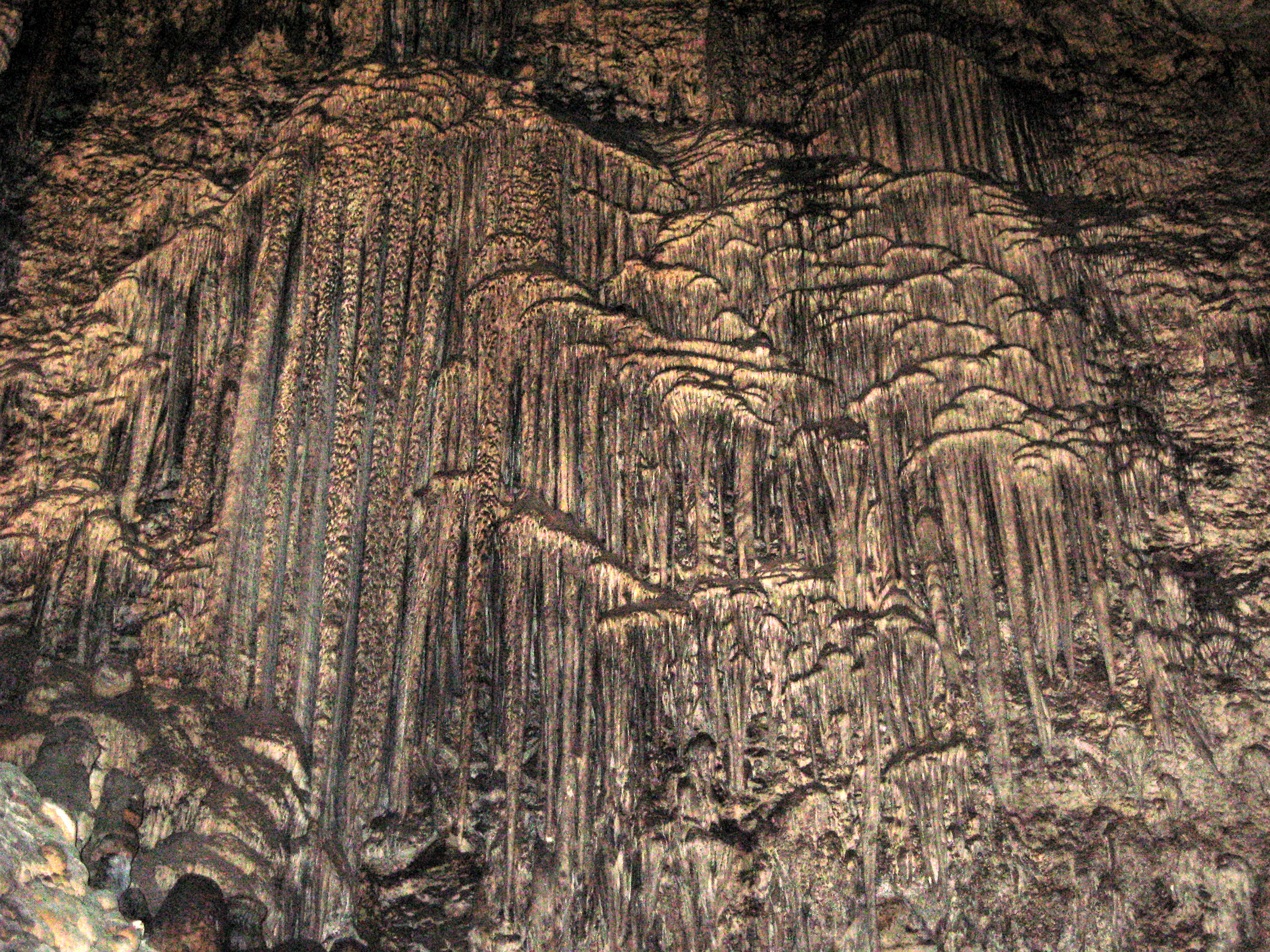
Coves d'Artà

- Les Coves del Drac se situen a Portocristo, a la costa oriental de Mallorca, aquestes coves constitueixen un dels principals atractius turístics, i són, sens dubte, unes de les més destacables de l'illa, ja que presenten un desenvolupament horitzontal proper als 2.400 metres de longitud i una profunditat en la seva cota màxima de 25 m sota la superfície. Les coves amaguen a l'interior un gran llac subterrani, el Llac Martel, considerat un dels majors llacs subterranis del món (177 m de llarg per 30 m d'ample).
- Les Coves d'Artà estan situades a la costa marítima del terme municipal de Capdepera, al Cap Vermell. Aquestes coves estan envoltades de muntanyes que s'alcen sobre el mar. A l'interior d'aquesta cova es pot observar la sala de la Reina de les columnes on hi ha una estalactita de 22 metres d'alçada.
- Les Coves de Campanet estan situades al vessant sud del puig de Sant Miquel, al peu de la Serra de Tramuntana, al nord de Mallorca. Es desenvolupen a una mitjana de 50 m sota la superfície del terreny i creen un buit d'uns 16.000 m³. Tenen una superfície aproximada de 3.200 m² i un recorregut proper als 400 m. En aquestes coves podem trobar diverses sales i cada una d'elles s'anomena: sala romàntica, sala del llac, castell encantat, sala de la palmera, cascada sonora, etc.). Aquestes coves destaquen per la finor i riquesa dels seus dipòsits calcaris en forma d'estalactites i estalagmites.
- Les Coves dels Hams, també a Portocristo, són conegudes per les seves formacions arborescents. A l'interior hi ha un llac on viuen uns petits crustacis prehistòrics.
- Les Coves de Gènova (es) de Palma van ser descobertes el 1906. Estan formades per 200 metres de longitud, es baixa per una cova de 36 metres sota terra. S'observen nombroses curiositats calcàries com formacions corall que es desenvolupen sobre les estalagmites.
- La Cova Genovesa, també coneguda com la Cova d’en Bessó, és una cavitat subterrània situada a la zona de Cala Anguila, a Manacor, Mallorca. Aquesta cova és coneguda per la seva importància geològica i arqueològica, ja que conté espeleotemes freàtics que indiquen antics nivells del mar i sediments que han estat objecte d’estudi. La primera referència escrita de la cova es remunta a l’any 1968, i va ser topografiada per primera vegada el 1973 per membres de l’Speleoclub Mallorca. A més, la cova ha estat explorada per espeleobussejadors des de 1988, revelant la seva extensió subaquàtica.[cal citació] El 2024 s'hi va descobrir un pont megalític submergit dins la cova, datat de fa almenys 5.600 anys, que suggereix una presència humana a Mallorca molt anterior al que es pensava.[29]

## Menorca

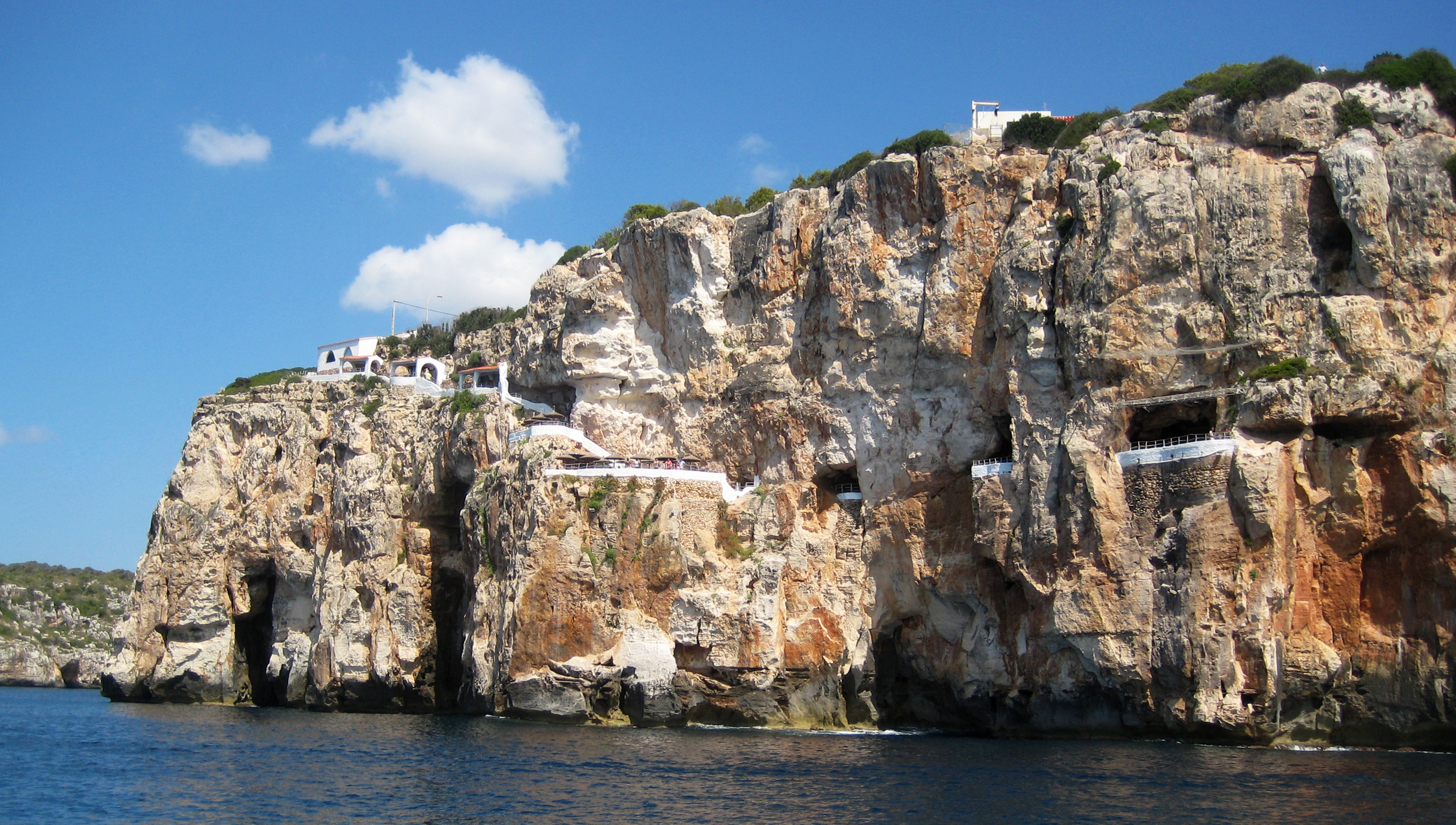
Cova den Xoroi

- La Cova d'en Xoroi és una imponent cavitat natural situada en un inexpugnable penya-segat de Cala en Porter, el terme municipal d'Alaior. Es tracta d'una cova natural situada sobre un penya-segat, l'interior del qual representa tot un món màgic i mitològic. El seu mirador és un dels més impressionants d'Europa des d'on es pot contemplar la posta de sol o l'embruix de la lluna. A més, a l'interior del mirador hi ha un restaurant i una discoteca. Normalment, se solen organitzar festes i esdeveniments.

També, aquesta cova té una llegenda coneguda que té com a eix vertebrador una història d'amor. La història comença amb un home anomenat Xoroi que va arribar del mar, possiblement a causa d'un naufragi del qual solament va sobreviure ell. Aleshores, es refugià a la cova. Poc després, va desaparèixer una dona d'una de les cases properes a la cova. Al cap d'un temps, uns homes armats van seguir unes petjades i van baixar a la Cova. Allà dins van trobar un home, la dona i tres fills. Xoroi, en veure's acorralat i impotent, es va llançar al mar seguit del seu fill gran, però com la mar estava moguda varen desaparèixer i ningú no va tornar a saber res més d'ells. La dona i els seus dos fills, desconsolats, van ser traslladats a Alaior on es van instal·lar i van tenir descendència.

## Formentera
- La Cova d'en Cabrit, situada al sud de la punta de sa Pedrera, en la costa nord.[30]
- Les Coves d'en Jeroni[31] són coves subterrànies i s'hi troben als afores de Sant Ferran de ses Roques. Aquestes coves van romandre ocultes sota la superfície de la terra fins que al maig de 1975 van ser descobertes de manera casual en perforar un pou. La cova principal que es pot visitar té una forma de gran volta. Es poden veure les clàssiques formacions d'estalactites i estalagmites. L'antiguitat de les coves és de tres milions d'anys aproximadament i els minerals que hi apareixen són el ferro, el magnesi, el sodi i la calcita. L'interior de la cova més important té una forma convexa, la capa que la separa de la superfície és irregular i té una part més fina amb només un metre de gruix. La temperatura és constant, d'uns 20º, i el seu nivell d'humitat és superior o igual al 80%. Les seves parets tenen diferents formes semblants al perfil d'un rostre humà o un animal.
- La Cova de na Rafela. Situada al vessant de migjorn dels penya-segats de la Mola i a 75 metres d'altitud.[32]
- La Cova de Sant Valero està situada al Cap de Barbaria, es creu que els seus túnels arriben fins a la part central de la meseta d'Es Cap, fins a la mateixa "Capella de sa Tanca Vella" de Sant Francesc. Aquests túnels tenen diverses ramificacions.
- La Cova de s'Aigua (o cova de s'Aigua Dolça).[23]

### Coves a la Mola
- L'Avenc des Bosc d'en Botiga, caverna excavada dins marès (calcarenita quaternària). Al principi té un pou de 4 metres de desnivell seguit per una galeria de 23 metres.[33]
- La Cova de s'Aigua d'en Pep Talaia, a la costa de migjorn.[34]
- La Cova des Bacons, situada a 109 metres d'altitud. L'entrada té 18 metres d'amplària i 3 d'altura.[35]
- La Cova de sa Baixada, situada a 90 metres d'altitud. És una cavitat de 14 x 6,50 x 2'5 metres.[36]
- Cova Bruta,[37] molt prop d'es Ram.[38]
- La Cova de Sa Mà Peluda està situada al vessant de mestral de Sa Mola.[39]
- Les Coves de s'Arena: cova de s'Arena de Dalt i cova de s'Arena de Baix, situades a la costa llevant de la Mola.[40]
- La Cova des Fum.
- La Cova Mala. Està situada a 30 metres d'altitud, en els penya-segats de migjorn de la Mola.[41]

### S'Espardell
- La Cova de s'Almànguena orientada cap a llevant, també anomenada com a cova des Corb Marí.[42]
- La Cova des Corbmarins, ubicada a la costa del sud-est.[43]

### S'Espalmador
- La Cova o coveta de s'Argila o Argela. És situada davant l'illa de sa Torreta.[44]
- La Cova des Burro (o cova des Vell Marí), situada a la costa de ponent.[45]